# Ulrike Nienhaus
Ulrike Nienhaus (* 31. Oktober 1955 in Grefrath) ist eine kommunale Wahlbeamtin (CDU). Sie war von 2015 bis 2020 hauptamtliche Bürgermeisterin der Stadt Kaarst im Rhein-Kreis Neuss in Nordrhein-Westfalen.
Nach dem Abitur an der Liebfrauenschule Mülhausen in ihrem Heimatort studierte sie bis 1981 an der RWTH Aachen. 1981 machte sie dort ihr Diplom als Geologin. Danach arbeitete sie bis 1982 bei der Gesellschaft für Hüttenwerksanlagen in Düsseldorf. Für die Heilit & Woerner Bau AG, heute Sager & Woerner, war Nienhaus von 1982 bis 1984 in Bagdad (Irak) im Auslandseinsatz. Während ihrer Assistententätigkeit arbeitete sie am Lehrstuhl für Ingenieur- und Hydrogeologie der RWTH Aachen und wurde 1990 im Bereich Wasserwirtschaft promoviert. Bis 1992 arbeitete sie beim damaligen Staatlichen Amt für Wasser- und Abfallwirtschaft in Aachen. Zehn Jahre lang war sie anschließend beim Landesumweltamt NRW, dem heutigen Landesamt für Natur, Umwelt und Verbraucherschutz Nordrhein-Westfalen, beschäftigt. Sie wechselte 2002 zur Bezirksregierung Düsseldorf. In den verschiedenen Behörden hatte Nienhaus immer wieder wichtige Stellen bzw. Funktionen inne.
Von 2015 bis 2020 war Ulrike Nienhaus Bürgermeisterin der Stadt Kaarst. Sie erhielt bei der Bürgermeisterwahl am 13. September 2015 54,43 % der abgegebenen Stimmen und wurde damit der erste weibliche Bürgermeister der Stadt. Sie ist verheiratet und wohnt in Kaarst.